# 2024年3月25日月食
2024年3月25日月食为一次在协调世界时2024年3月25日出現的半影月食。該次月食半影食分為0.982、全影食分為-0.128。

## 概述
這次月食的食分是12.34。

## 基本參數
- 類型：半影月食
- 食甚資料：
  - 日期：2024年3月25日
  - 時間：7:12
  - 月球位置：赤經12.34度、赤緯-1.2度
  - 食分：半影食分：0.982、全影食分：-0.128

## 外部連結
- NASA月食專頁（页面存档备份，存于）（英文）